# マリア・ハウコース・ストレング
マリア・ハウコース・ストレング（Maria Haukaas Storeng、1979年8月3日 - ）は、ノルウェーの歌手。2004年にリアリティ番組『ノルウェー版アイドル』に出演したことでノルウェーで知名度を得て、2008年に第53回のユーロビジョン・ソング・コンテストにノルウェー代表として登場したことで国際的な知名度を得た。

## 略歴
ストレングは、ノルウェー王国トロムス県のフィンスネスで生まれ、センジャで育った。11歳のときにオスロでミュージカル『アニー』で主役に選ばれ、国中のメディアから注目を受けた。ストレングは家族とともにミュージカルのためにオスロへ引っ越し、ショーが終了したらセンジャへ戻った。
その後は首都のオスロや生まれ育ったトロムス県で、いくつかのミュージカルに出演した。
ストレングは24歳のときである2004年にテレビ番組『ノルウェー版アイドル』に出演し、6位を記録した。そして、トップ10の他のメンバーとともに『アイドル・ツアー 2004』に参加した。
2005年にはデビュー・ソロ・アルバムを発表し、ノルウェーのアルバム・チャートで最高13位を記録した。シングル「Breathing」は 5位、「Should've」は20位を記録している間に、アルバム『Breathing』は 15,000枚売り上げてゴールドディスクに認定された。なお、「Should've」はローリング・ストーンズの「ビースト・オブ・バーデン」（『女たち』に収録）と同じコード進行である。

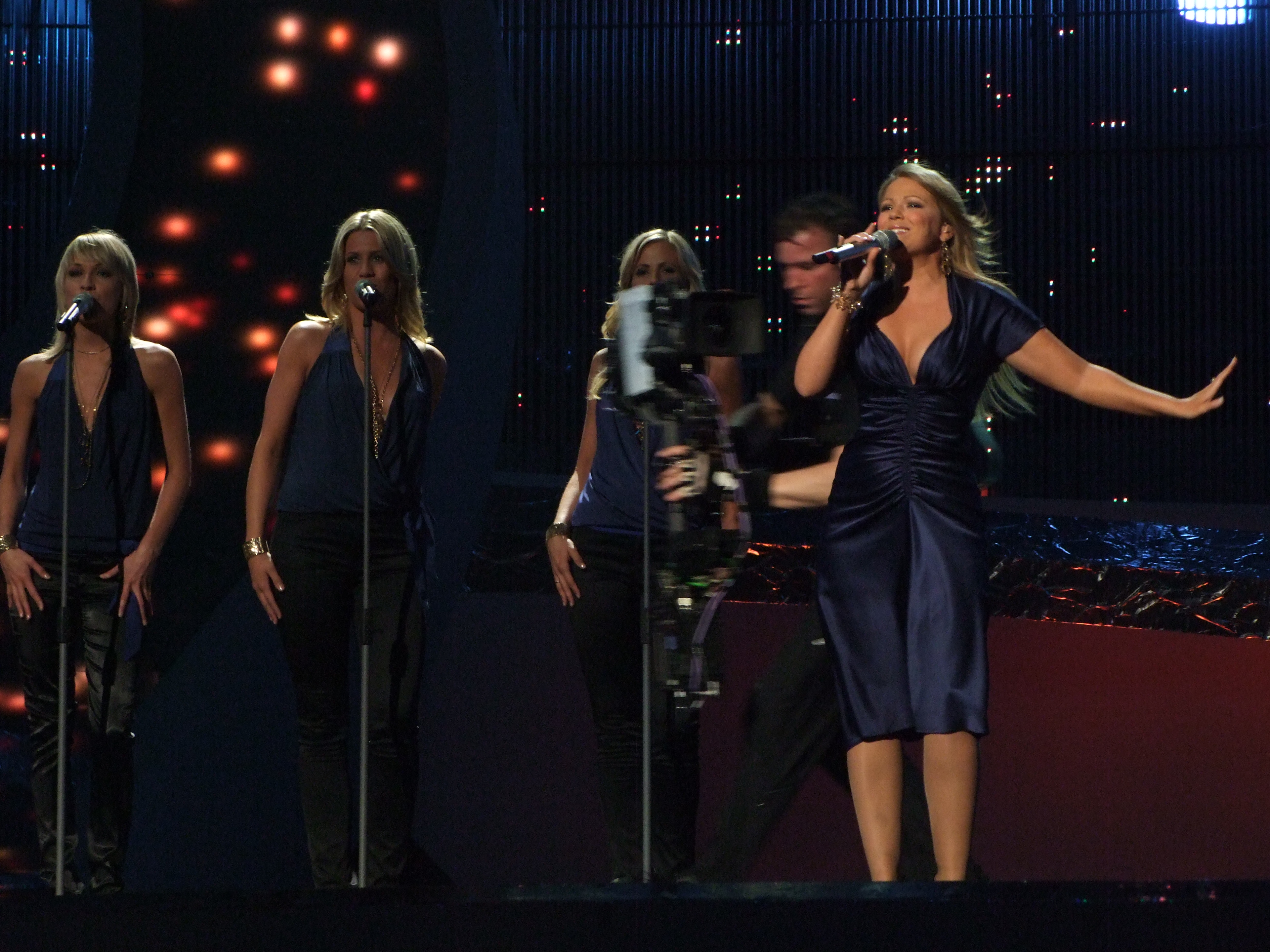
ユーロビジョン・ソング・コンテスト2008の準決勝1で「Hold On Be Strong」を歌うマリア・ハウコース・ストレング

ストレングはユーロビジョン・ソング・コンテスト2008でノルウェー代表として「Hold On Be Strong」を歌った。この曲は、ノルウェーのiTunesチャートで 1位を記録した。2008年2月12日にノルウェーのシングル・チャートで 5位を記録し、2月19日には 1位まで上昇した。
2008年4月28日には、2ndアルバム『Hold On Be Strong』を発表した。

### ユーロビジョン・ソング・コンテスト2008
ストレングは1月18日にメロディー・グランプリ2008に参加し、決勝進出を決めた。決勝は2月9日に行われ、電話投票と陪審によりセルビアのベオグラードで開催されるユーロビジョン・ソング・コンテスト2008のノルウェー代表に選出された。コンテストでは準決勝1で4位に入って決勝進出を決め、5月24日に行われた決勝では最後にパフォーマンスを行って5位を記録した。

### ユーロビジョン・ソング・コンテスト2009
ストレングはメロディー・グランプリ2009では司会を行った。同予選ではアリャクサンドル・ルィバークがユーロビジョン・ソング・コンテスト2009のノルウェー代表に選出された。
また、スウェーデンのメロディーフェスティバーレンでアンナ・サァリーンとともに「Killing Me Tenderly」を歌った。2009年2月28日にマルメで行われた準決勝4に出演し、8組中7位を記録した。

### ユーロビジョン・ソング・コンテスト2010
2009年12月4日、ストレングはメロディー・グランプリ2010に参加すると発表された。ユーロビジョン・ソング・コンテスト2010は前年の大会でノルウェー代表のアリャクサンドル・ルィバークが優勝したため開催地はオスロに決まっていた。ストレングは「Make My Day」をメロディー・グランプリ2010で披露し、準決勝まで進出したが、トップ4までに残ることができずオスロで行われた決勝まで進めなかった。

### 2011年ノルディックスキー世界選手権
ストレングはオスロで行われた2011年ノルディックスキー世界選手権の公式テーマ曲「Glorious」を歌った。

## 演劇（一部）
- アニー - Annie （1991年 - 1992年、オスロ、アニー役）
- オズの魔法使い - Trollmannen fra Oz （1995年 - 1996年、オスロ、ドロシー役）
- Thank You For The Music - ABBAトリビュート （2002年、オスロ）
- Fame - （2003年、オスロ、マーベル役）
- ハムレット - Hamlet （2005年、ハーシュタとトロムソ、オフィーリア役）
- ヘアー - Hair （2006年 - 2007年、オスロ、シェイラ役）

## ディスコグラフィ

### アルバム
| 年   | アルバムの情報                                                                                | 各国のチャート順位 | 各国のチャート順位 | 認定                                  |
| 年   | アルバムの情報                                                                                | NO                 | SE                 | 認定                                  |
| ---- | --------------------------------------------------------------------------------------------- | ------------------ | ------------------ | ------------------------------------- |
| 2005 | Breathing - 1st スタジオ・アルバム - Released: 2005年1月31日                                  | 13                 | —                  | - NO 売上: 15,000 - NO 認定: ゴールド |
| 2008 | Hold On Be Strong - 2nd スタジオ・アルバム - Released: 2008年4月28日                          | 3                  | 53                 | - NO 売上: 19,000 - NO 認定: ゴールド |
| 2010 | Make My Day - 3rd スタジオ・アルバム - Released: 2010年6月14日                                | 39                 | —                  | - NO 売上: TBA - NO 認定: TBA         |
| 2011 | Lys imot mørketida with Oslo Gospel Choir - 4th スタジオ・アルバム - Released: 2010年11月18日 | 2                  | —                  | - NO 認定: TBA                        |

### シングル
| 年   | タイトル                                | 各国のチャート順位 | 各国のチャート順位 | 各国のチャート順位 | 収録アルバム      |
| 年   | タイトル                                | NO                 | SE                 | DK                 | 収録アルバム      |
| ---- | --------------------------------------- | ------------------ | ------------------ | ------------------ | ----------------- |
| 2004 | "Breathing"                             | 5                  | —                  | —                  | Breathing         |
| 2005 | "Should've"                             | 20                 | —                  | —                  | Breathing         |
| 2006 | "Nobody Knows"                          | —                  | —                  | —                  | non-album single  |
| 2008 | "Hold On Be Strong"                     | 1                  | 8                  | 37                 | Hold On Be Strong |
| 2008 | "Mine All Mine" (feat. Mira Craig)      | —                  | —                  | —                  | Hold On Be Strong |
| 2008 | "Lazy"                                  | —                  | —                  | —                  | Hold On Be Strong |
| 2009 | "Killing Me Tenderly" (with Sahlene)    | —                  | 10                 | —                  | non-album single  |
| 2010 | "Make My Day"                           | 14                 | —                  | —                  | Make My Day       |
| 2010 | "Precious to Me" (feat. Måns Zelmerlöw) | —                  | —                  | —                  | Make My Day       |
| 2011 | "Glorious"                              | 7                  | —                  | —                  | TBA               |

### 参加アルバム
- 1991 "Annie" - den norske suksessversjonen
- 2004 Idol - de 11 finalistene - track #3 "Don't Give A Damn" - (Album charts: #2)
- 2008 Melodi Grand Prix 2008 (Album charts: #28)[16]
- 2009 Melodifestivalen 2009
- 2010 Melodi Grand Prix 2010

## フィロモグラフィ
- キム・ポッシブル（ノルウェー語バージョン） - Kim Possible - テーマ曲と、1エピソードでバラードを歌う
- チキン・リトル（ノルウェー語バージョン） - Chicken Little - 「Ta Den Ut」を歌う
- シュレック3（ノルウェー語バージョン） - Shrek the Third - ラプンツェル役（声のみ）

本人役
- 1999 Beat for Beat (TV)
- 2001 Du skal høre mye (TV)
- 2003 Beat for Beat (TV)
- 2004 Idol (TV)
- 2004 Beat for Beat (TV)
- 2005 Heia Tufte (TV)
- 2007 Beat for Beat (TV)
- 2008 Beat for Beat (TV)